# Aeroporto di Sibiu
L'aeroporto di Sibiu (IATA: SBZ, ICAO: LRSB) serve la città di Sibiu, in Romania. Si trova nella Transilvania meridionale, 3 km ovest da Sibiu e circa 260 km nord-ovest della capitale della Romania, Bucarest.

## Storia
Nel 1943 le attività di volo si sono sviluppate su un campo (in erba) di 174 ha di superficie. Gli aerei operativi Lockheed appartenevano alla prima compagnia aerea operativa rumena - LARES. Le prime rotte furono Bucarest – Sibiu – Arad e Bucarest – Sibiu – Oradea. Nel 1944 Sibiu era collegata per via aerea con altre città come Bucarest, Brasov, Deva, Oradea e Targu-Mures. Nel 1959 fu inaugurato l'edificio dell'aeroporto a due piani, una torre di controllo, una sala d'attesa per 50 passeggeri a tratta (imbarco e sbarco) e un magazzimo.
Nel 1970, l'aeroporto è stato in grado di operare durante la notte, grazie alle luci di avvicinamento e guida di pista che sono state installate. La pista di cemento era lunga 2000 m e larga 30 m. Nel 1975 sono diventate operative le strutture radar e successivamente, nel 1992, l'aeroporto è stato aperto al traffico internazionale, con voli per Stoccarda e Monaco.
Nel 2006 - 2008 l'aeroporto ha attraversato il più importante programma di riabilitazione della sua storia, un investimento di 77 milioni di euro in un nuovo terminal e nel potenziamento delle piste.

### Sviluppi recenti
Nel 2013 l'aeroporto internazionale di Sibiu ha gestito 189.300 passeggeri, un aumento rispetto all'anno precedente, mentre nel 2014 il numero di passeggeri è salito a quasi 216.000 e sono state introdotte due nuove destinazioni per Londra e Dortmund. Nel 2015 il traffico totale è cresciuto fino a 276.533 passeggeri imbarcati-sbarcati, mentre il numero dei movimenti aerei è salito a 5.468.
Nel dicembre 2016, Lufthansa ha annunciato i suoi piani per aumentare le operazioni sulla rotta Monaco – Sibiu, poiché la compagnia aerea ha programmato fino a 19 voli settimanali dal 26 marzo 2017. La compagnia aerea opera questa rotta con il velivolo CityLine CRJ900.
Nel novembre 2017, Wizz Air, la più grande compagnia aerea low cost dell'Europa centrale e orientale e principale vettore della Romania, ha annunciato che amplierà ulteriormente le sue operazioni Sibiu, aggiungendo un secondo aeromobile Airbus A320 alla sua flotta locale nel giugno 2018. Allo stesso tempo, Wizz lancerà cinque rotte tanto attese da Sibiu e aumenterà le frequenze su quattro servizi popolari aggiungendo un totale di 21 voli incrementali al suo programma. Insieme ai nuovi collegamenti per Copenaghen, Charleroi, Parigi Beauvais, Basilea e Francoforte Hahn, a partire da giugno 2018, la rete low cost di Sibiu sarà ampliata a un totale di 11 rotte verso 8 paesi. L'aeromobile aggiuntivo consentirà inoltre a Wizz di aumentare la frequenza dei voli su quattro servizi dall'estate 2018: la rotta Londra-Luton diventerà giornaliera; I voli Memmingen Monaco e Dortmund saliranno a cinque, mentre il collegamento per Norimberga sarà operato quattro volte a settimana.

## Statistiche

### Dati sul traffico

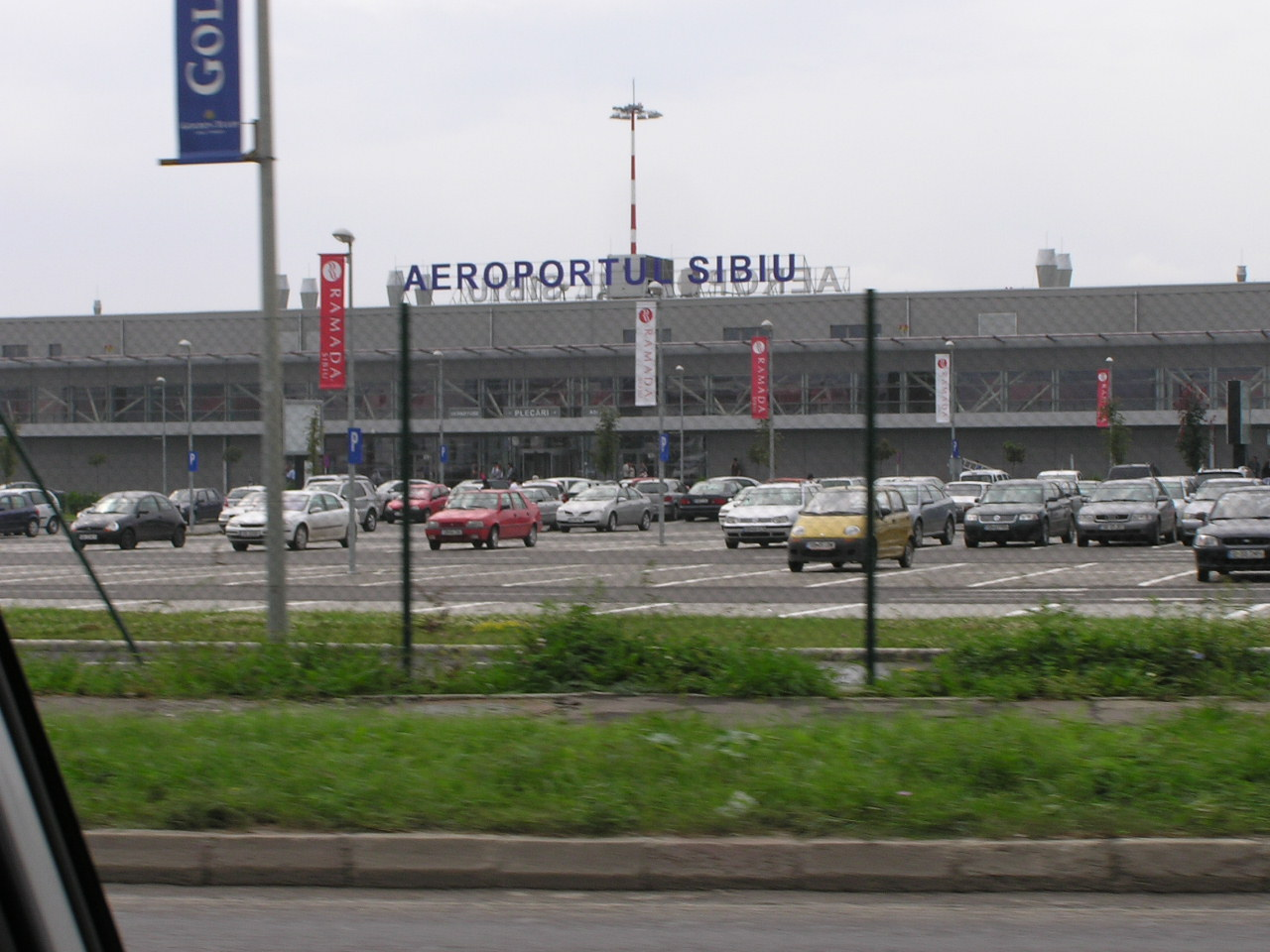
Parcheggio e terminal

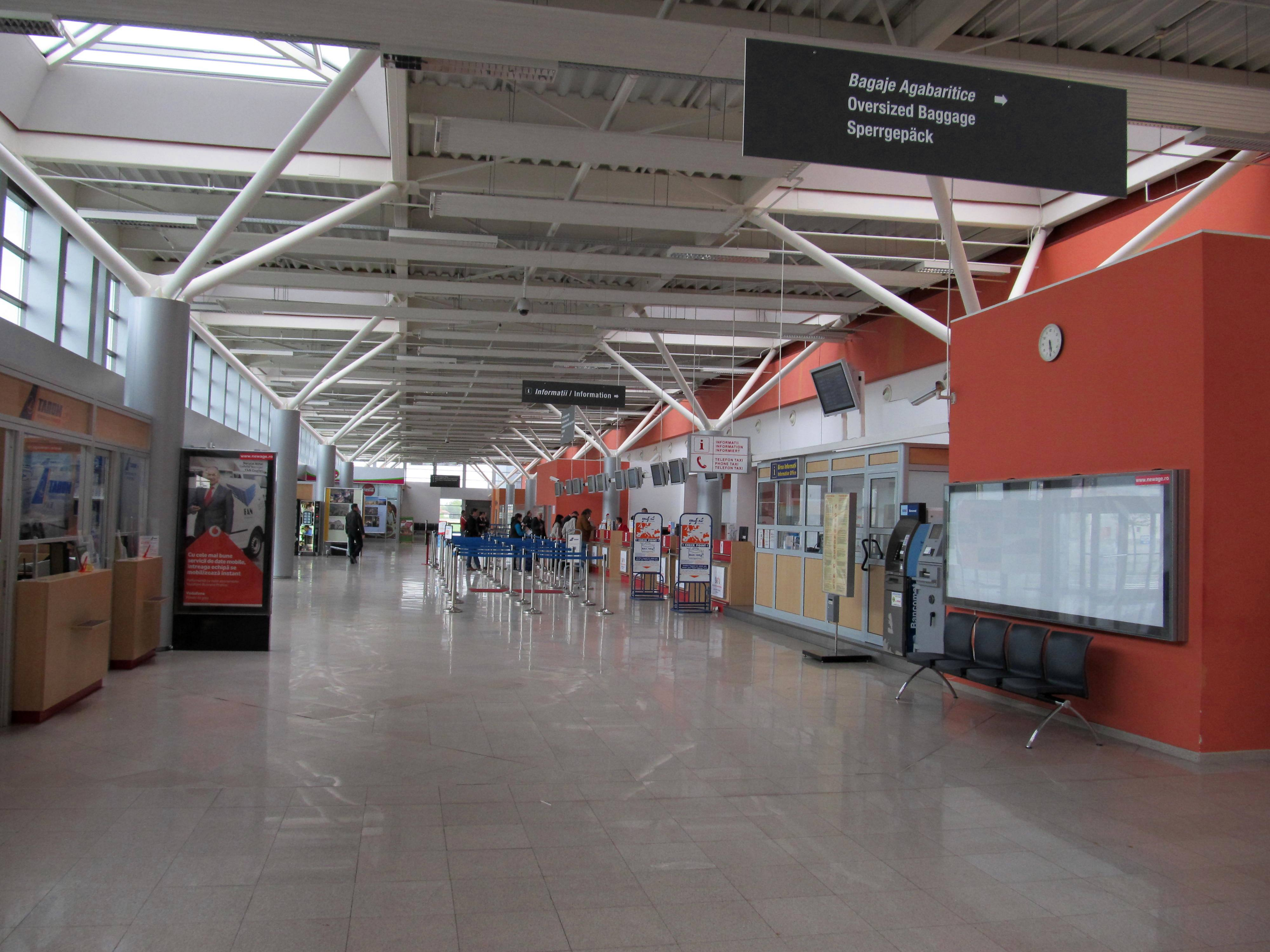
Area check-in

Questo grafico non è disponibile a causa di un problema tecnico.
Si prega di non rimuoverlo.
Vedi la query Wikidata di origine.